# Math Sheet Demos
Math Sheet Demos är en EP av Alexisonfire.
Titeln på albumet kommer från att tidigare trummisen Jesse Ingelevics hade CD:n invirad i sin matematikläxa. Den låt som skrevs först var "The Philosophical Significance of Shooting My Sister in the Face: An Essay By James Secord" och efter den "Little Girls Pointing and Laughing". Det finns cirka 100 exemplar, och senast något av dem såldes slutade priset på $200 på eBay.

## Låtlista
1. "The Philosophical Significance of Shooting My Sister in the Face: An Essay By James Secord"
2. "Counterparts and Number Them"
3. "Little Girls Pointing and Laughing"